# Mark Allen (jugador de snooker)
Mark Allen (Antrim, Irlanda del Norte, 22 de febrero de 1986) es un jugador profesional de snooker británico, ganador de once torneos de ranking, incluido el Masters. Ha conseguido tacadas máximas en 2016, en 2021 y en 2024.

## Finales

### Finales de torneos de ranking: 17 (9 títulos, 8 subcampeonatos)
| Leyenda                          |
| Campeonato Mundial (0–0)         |
| Campeonato del Reino Unido (1–2) |
| Otros (8–6)                      |

| Clasificación | N.º | Año  | Campeonato                       | Rival en la final | Resultado |
| ------------- | --- | ---- | -------------------------------- | ----------------- | --------- |
| Subcampeón    | 1.  | 2011 | Campeonato del Reino Unido       | Judd Trump        | 8–10      |
| Campeón       | 1.  | 2012 | World Open                       | Stephen Lee       | 10–1      |
| Campeón       | 2.  | 2013 | World Open (2)                   | Matthew Stevens   | 10–4      |
| Subcampeón    | 2.  | 2014 | Masters de Shanghái              | Stuart Bingham    | 3–10      |
| Subcampeón    | 3.  | 2014 | Campeonato Internacional         | Ricky Walden      | 7–10      |
| Campeón       | 3.  | 2016 | Players Tour Championship Finals | Ricky Walden      | 10–6      |
| Subcampeón    | 4.  | 2017 | Campeonato Internacional (2)     | Mark Selby        | 7–10      |
| Campeón       | 4.  | 2018 | Campeonato Internacional         | Neil Robertson    | 10–5      |
| Subcampeón    | 5.  | 2018 | Campeonato del Reino Unido (2)   | Ronnie O'Sullivan | 6–10      |
| Campeón       | 5.  | 2018 | Abierto de Escocia               | Shaun Murphy      | 9–7       |
| Subcampeón    | 6.  | 2020 | Tour Championship                | Stephen Maguire   | 6–10      |
| Subcampeón    | 7.  | 2021 | Championship League              | David Gilbert     | 1–3       |
| Campeón       | 6.  | 2021 | Abierto de Irlanda del Norte     | John Higgins      | 9–8       |
| Subcampeón    | 8.  | 2022 | Abierto Británico                | Ryan Day          | 7–10      |
| Campeón       | 7.  | 2022 | Abierto de Irlanda del Norte (2) | Zhou Yuelong      | 9–4       |
| Campeón       | 8.  | 2022 | Campeonato del Reino Unido       | Ding Junhui       | 10–7      |
| Campeón       | 9.  | 2022 | World Grand Prix                 | Judd Trump        | 10–9      |

### Finales de torneos fuera de ranking: 7 (3 títulos, 4 subcampeonatos)
| Leyenda                   |
| The Masters (1–0)         |
| Torneo de campeones (1–1) |
| Otros (1–3)               |

| Clasificación | N.º | Año  | Campeonato                | Rival en la final | Resultado |
| ------------- | --- | ---- | ------------------------- | ----------------- | --------- |
| Subcampeón    | 1.  | 2005 | Challenge Tour – Evento 3 | James McBain      | 3–6       |
| Campeón       | 1.  | 2009 | Wuxi Classic              | Ding Junhui       | 6–0       |
| Subcampeón    | 2.  | 2010 | Championship League       | Marco Fu          | 2–3       |
| Subcampeón    | 3.  | 2013 | Snooker Shoot Out         | Martin Gould      | 0–1       |
| Subcampeón    | 4.  | 2015 | Torneo de campeones       | Neil Robertson    | 5–10      |
| Campeón       | 2.  | 2018 | The Masters               | Kyren Wilson      | 10–7      |
| Campeón       | 3.  | 2020 | Torneo de campeones       | Neil Robertson    | 10–6      |

## Tacadas máximas
En snooker la tacada (serie de tiros consecutivos sin fallar) máxima posible es de 147 puntos. 
| No. | Año  | Campeonato                   | Oponente   | Ref. |
| --- | ---- | ---------------------------- | ---------- | ---- |
| 1.  | 2016 | Campeonato del Reino Unido   | Rod Lawler |      |
| 2.  | 2021 | Abierto de Irlanda del Norte | Si Jiahui  |      |